# Nephthea brassica
Nephthea brassica is een zachte koraalsoort uit de familie Nephtheidae. De koraalsoort komt uit het geslacht Nephthea. Nephthea brassica werd in 1903 voor het eerst wetenschappelijk beschreven door Kükenthal. 